# Beurs van Berlage
De Beurs van Berlage is een rijksmonument, gelegen aan het Damrak en Beursplein, Oude Brugsteeg en Beursstraat, in het centrum van Amsterdam, ontworpen door Hendrik Petrus Berlage.
Het gebouw is tegenwoordig in gebruik als centrum voor exposities, congressen en andere bijeenkomsten. De Beurs van Berlage behoort tot de 'Top 100 van de Rijksdienst voor de Monumentenzorg' uit 1990.

## Ontstaansgeschiedenis
In de loop van de jaren 70 van de 19e eeuw werd duidelijk dat Amsterdam behoefte had aan een nieuwe Koopmansbeurs. De bestaande Beurs van Zocher uit 1848 was, door de economische opleving, niet alleen te klein geworden, het gebouw, dat de bijnaam "het mausoleum" had, was ook qua stijl uit de mode geraakt. Het in 1876 ontworpen Centraal Station, tegenover de oude beurs, maakte dit nog maar eens duidelijk. De behoefte aan een nieuwe beurs in combinatie met het CS als nieuwe gateway tot de stad waren de aanleiding tot een lange discussie tussen de gemeente enerzijds, en ondernemers georganiseerd in de Kamer van Koophandel en architecten georganiseerd in Architectura et Amicitia (A et A) anderzijds. De gemeente wilde zo min mogelijk geld uitgeven, de ondernemers wilden zo snel mogelijk een nieuwe beurs en de architecten, met A et A-voorzitter Jan Springer voorop, wilden een architectonisch hoogstandje, dat een plaats kreeg in een groot stedenbouwkundig plan, dat het CS met de Dam moest verbinden.

### De ‘Beursquaestie’

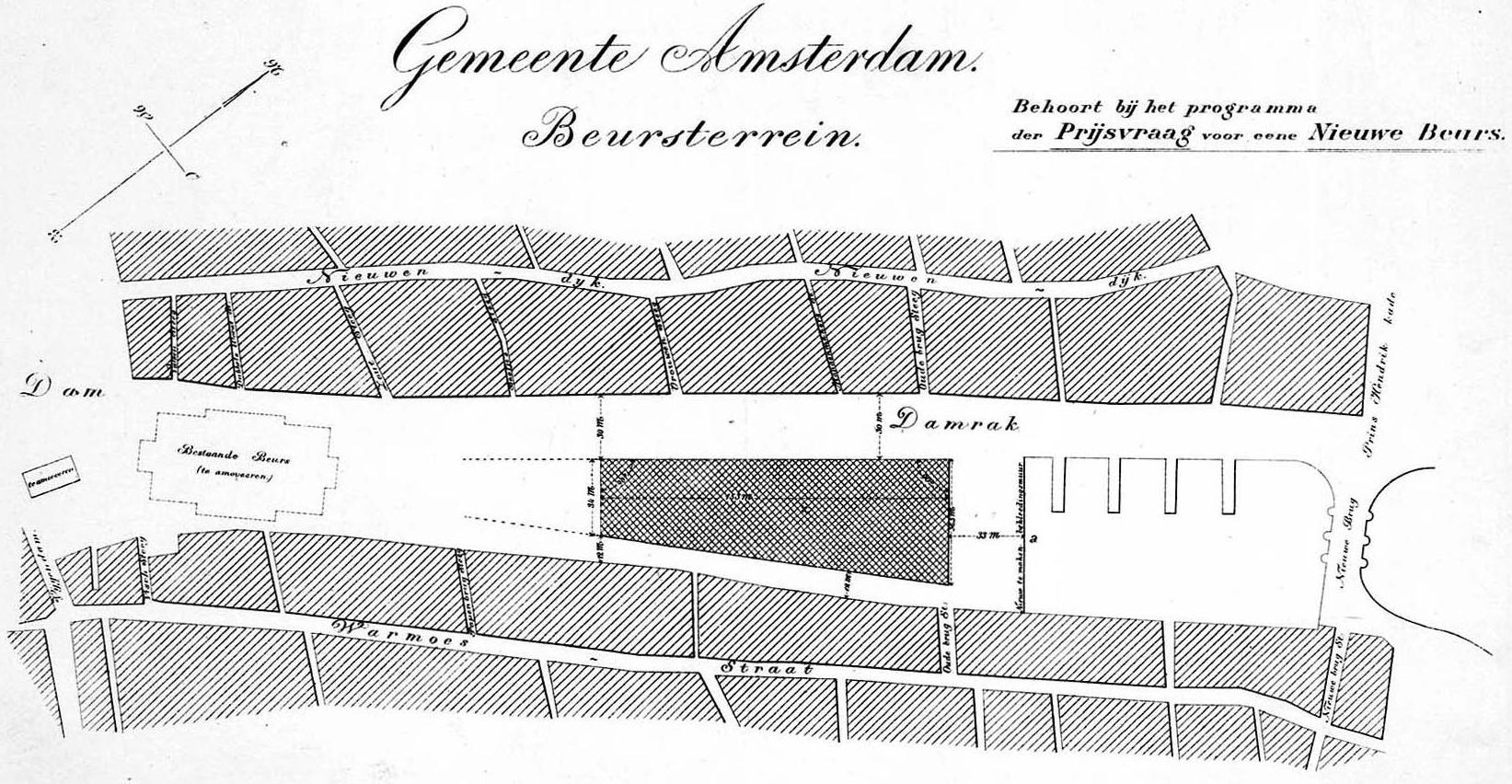
Beursterrein, behorend bij het prijsvraagprogramma voor een nieuwe beurs, 1884

In 1879 werd door de gemeenteraad een commissie benoemd om de al bestaande beursontwerpen op uitvoerbaarheid te toetsen. Deze commissie bracht op 19 november van dat jaar een rapport uit, dat echter nooit werd behandeld. Op 18 oktober 1882 wees de raad het zojuist gedempte Damrak tussen de Dam en de Oudebrug aan als locatie voor de nieuwe beurs. Deze moest zo veel mogelijk door de handelaren zelf betaald worden en dus werd op initiatief van Adriaan Heynsius een 'beursbelasting' ingevoerd. In juni 1883 kondigde de gemeente Amsterdam aan dat het van plan was een internationale prijsvraag uit te schrijven.
A et A was het echter niet eens met het hiervoor opgestelde concept-prijsvraagprogramma. Ze wilde de prijsvraag, in het belang van haar leden, beperken tot een nationale prijsvraag en eiste dat de namen van de juryleden van tevoren bekend werden gemaakt. In november stuurde ze een adres aan de raad met daarin hun eisen. Van de vier eisen in dit adres, nam de raad er slechts één – met betrekking tot de jurering – over. Vervolgens ontstond er onenigheid over de plaats waar de beurs gebouwd moest worden. Het door de gemeente aangewezen bouwterrein had als voordeel dat geen enkel huis onteigend hoefde te worden en zorgde ervoor dat schepen nog steeds in het ongedempte gedeelte van het Damrak konden afmeren. Hierdoor ontstond echter wel een onregelmatig, trapeziumvormig terrein, dat vanwege de minimumoppervlakte van de nieuwe beurs en de beperkte breedte van het Damrak op die hoogte ook nog eens zeer langgerekt was. Iemand merkte dan ook spottend op dat 'het terrein beter geschikt zou zijn voor een stadskegelbaan dan voor een Beursgebouw'. Eind december diende gemeenteraadslid A. Prins, met instemming van A et A, een voorstel in het Damrak in zijn geheel te dempen en een vierkante beurs te bouwen direct tegenover het Centraal Station. Niet lang daarna volgden anderen het voorbeeld van Prins. Kiesvereniging Burgerplicht diende op 30 januari 1884 een in 1879 door Muysken en De Kruyff gepubliceerd beursplan aan de Dam in en kort daarna presenteerde A.L. van Gendt een plan voor een beurs als pendant van het Paleis op de Dam. Al deze voorstellen werden keurig door een commissie getoetst op technische en financiële uitvoerbaarheid en even leek het erop dat het plan van Van Gendt het zou winnen. Zelfs de wethouder van Publieke Werken, Jac. Ankersmit, liet zich overtuigen, maar de bewoners aan de Dam en de Warmoesstraat vroegen zulke exorbitante gedragen voor onteigening, dat hij het niet door de gemeenteraad kreeg en het oorspronkelijke, trapeziumvormige bouwterrein alsnog werd opgenomen in het prijsvraagprogramma.

### Prijsvraag
| Motto                 | Auteur(s)                       | Prijs    | Afbeelding |
| --------------------- | ------------------------------- | -------- | ---------- |
| Y                     | L.M. Cordonnier                 | 1e prijs |            |
| In hoc signo floresco | J.F. Groll, F. Ohmann           | 2e prijs |            |
| La Bourse ou la vie   | J. Vollmer                      | 3e prijs |            |
| Mercaturae            | H.P. Berlage, Th. Sanders       | 4e prijs |            |
| Ammerack              | L. Klingenberg, E. Tauschenberg | 5e prijs |            |

Het uiteindelijke prijsvraagprogramma en de samenstelling van de jury werden op 28 juni 1884 bekendgemaakt. Om vriendjespolitiek en nationalistische gevoelens uit te sluiten, werd elk ontwerp niet onder de naam van de auteur(s) ingediend, maar onder een motto. Het aantal inzendingen was buiten verwachting groot. De 199 inzendingen (eigenlijk 201; twee ontwerpen kwamen te laat binnen) werden in het Rijksmuseum opgehangen om door de jury te worden beoordeeld. De jury kwam op 10 november voor het eerst bij elkaar en de eindstemming vond plaats op 15 november. Het juryrapport werd in het Frans gepubliceerd in het Algemeen Handelsblad. Natuurlijk was er kritiek op dit rapport. Men vond het aan de korte kant en men was het niet eens met de eis van de jury dat het gebouw 'schilderachtig' moest zijn. Deze eis stond nergens in het prijsvraagprogramma en had als resultaat dat alle classicistische ontwerpen buiten de prijzen vielen, terwijl een groot aantal critici een zoveelste Rijksmuseum of Centraal Station niet wenselijk vond. Van de inzendingen, die van 27 november tot en met 14 december in het Rijksmuseum werden tentoongesteld, werden er 5 uitgenodigd voor een besloten wedstrijd, waaronder dat van Berlage en zijn compagnon Sanders. In deze tweede ronde, die in 1885 plaatsvond, werden de ontwerpen aangepast aan de wensen van de jury. Hiervoor stelde zij een nieuw prijsvraagprogramma op, dat net als het vorige prijsvraagprogramma eerst door de gemeenteraad goedgekeurd moest worden. Ook nu probeerden verschillende partijen er hun invloed op uit te oefenen; dit keer met meer succes. Zo werd de maximumbegroting vastgesteld op 2 miljoen gulden (en niet ongeveer 2 miljoen gulden) en zorgde gemeenteraadslid Gosschalk ervoor dat de eis dat de vijf deelnemers aan de besloten prijsvraag de 'schikkingen en het bouwkunstig karakter van hun eerste ontwerp' moesten aanhouden, geschrapt werd, omdat 'men anders het Trojaansche paard, waarin [...] niet Grieken [...], maar waarin de officiële Rijks-bouwtrant verstopt is, zou binnenhalen'.

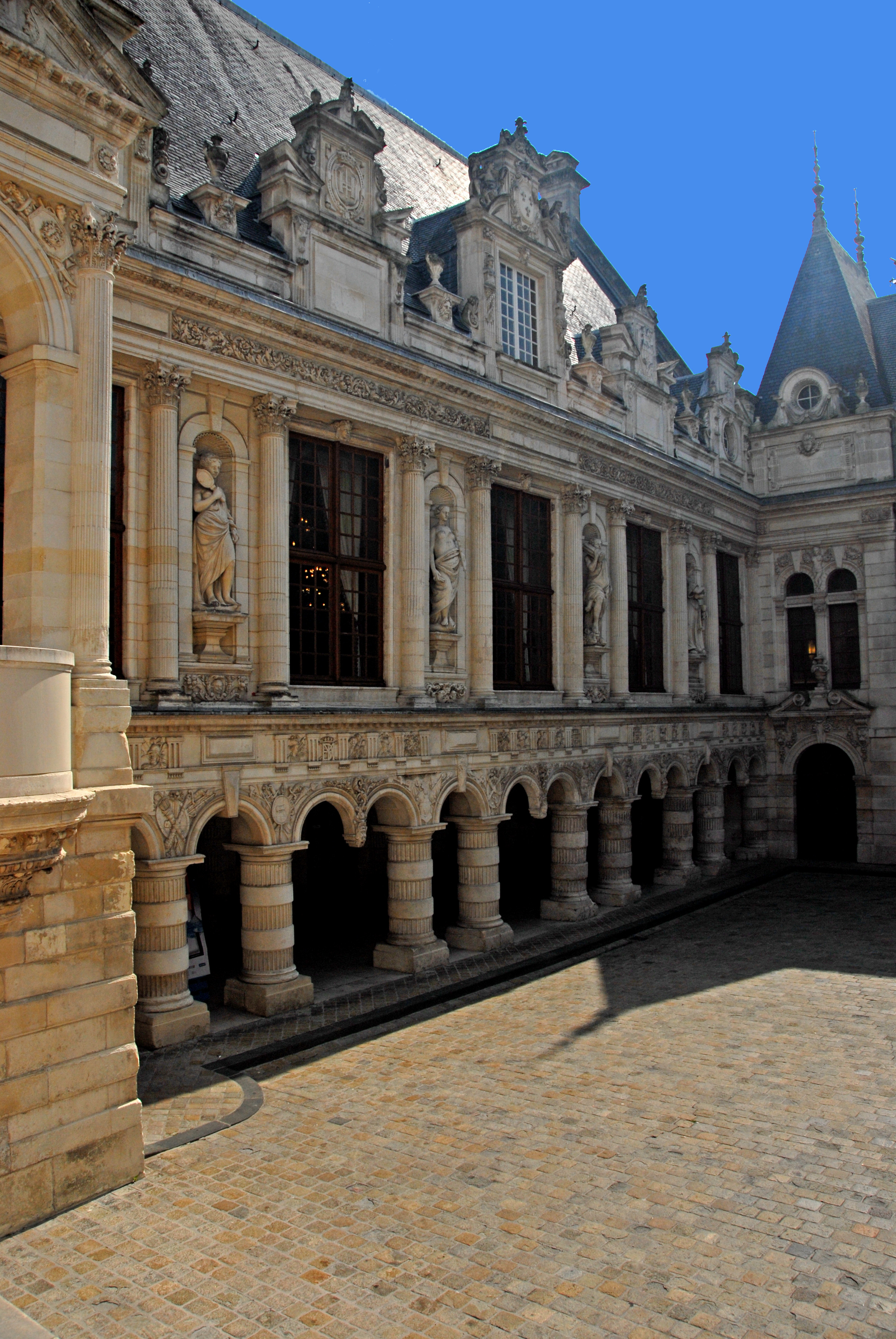
Binnenhof van het stadhuis van La Rochelle

Van deze vijf ontwerpen werd op 3 juni 1885 het ontwerp met motto Y van de Franse architect L.M. Cordonnier gekozen als winnaar. De vijf bekroonde ontwerpen werden van 10 tot en met 24 juni tentoongesteld in Arti et Amicitiae. Een lezer van het tijdschrift De Opmerker ontdekte echter dat ontwerp Y 'letterlijk gekopieerd' was naar het stadhuis in La Rochelle. Om twijfelaars hiervan te overtuigen werd in de etalage van Van der Land in de Kalverstraat het ontwerp Y naast afbeeldingen van het stadhuis van La Rochelle opgehangen. Een aantal architecten stuurden vervolgens op 23 juni een brief naar de gemeenteraad met het verzoek nog eens goed naar dit ontwerp te kijken. In de raadsvergadering op 24 juni werd het juryrapport afgekeurd, niet alleen vanwege de plagiaatkwestie, maar ook omdat ze de begrotingen volledig buiten beschouwing had gelaten. Vervolgens werd aan het college van B & W gevraagd een onderzoek in te stellen naar beide zaken. Voor de plagiaatkwestie ging het college terug naar de jury. Deze was echter niet van plan haar oordeel te wijzigen, waardoor het college niets anders kon doen dan het ontwerp te accepteren. Wat de begroting betreft vroeg het college de eerste twee prijswinnaars, Cordonnier en Groll, persoonlijk om een begroting, die, na enige bezuinigingen, het gestelde maximum van 2 miljoen niet overschreden. Op 6 januari 1886 kwam de raad samen om het oordeel van B & W te bespreken. Gosschalk noemde het 'een meesterstuk van diplomatische kunst'. Hij had echter geen vertrouwen in de 'bezuinigingen'. Als architect wist hij dat de uiteindelijke bouwkosten waarschijnlijk hoger zouden uitvallen dan de begroting en de bezuinigingen teniet zouden doen en dus vond hij dat het project afgesteld moest worden. Bovendien was 1885 een zeer slecht jaar voor de beurs. Er was zo weinig handel dat voorlopig met de beurs van Zocher volstaan kon worden. Toch werd het rapport van B & W zonder stemming aangenomen. Hierna werden de naambrieven geopend en konden de prijzen voor de vijf bekroonde ontwerpen worden uitgereikt zonder dat een van de winnaars zijn ontwerp ook daadwerkelijk mocht uitvoeren. Hierna bleef de beurskwestie voorlopig liggen, terwijl er nog steeds beursbelasting betaald werd.

### Het ‘Officieele project’

Impressie van de Damrakboulevard uit het Plan Werker, door M. Hendrickx, 1884.

In november 1886 volgde J. Coninck Westenberg J. Ankersmit op als wethouder van P.W. De nieuwe wethouder spande zich in om de kwestie tot een snel einde te brengen. Hij gaf gemeentearchitect A.W. Weissman de opdracht een nieuw beursplan te maken. Dit plan werd op 3 mei 1887 aan de raad voorgedragen en was samengesteld uit de beste elementen van de eerste twee bekroonde prijsvraagontwerpen: de door de beurshandelaren geprezen plattegrond van Groll en Ohmann en de architectuur van Cordonnier. De gemeente had met het uitreiken van de premies deze ontwerpen immers aangekocht en er bestond geen wettelijke bepaling die haar verhinderde hiermee te doen wat ze wilde. De verontwaardiging over deze manier van handelen was groot en de voordracht werd tijdens een raadszitting in februari 1888 dan ook met grote meerderheid afgewezen. De beursbelasting werd echter niet afgeschaft en zo sluimerde de beurskwestie voort.

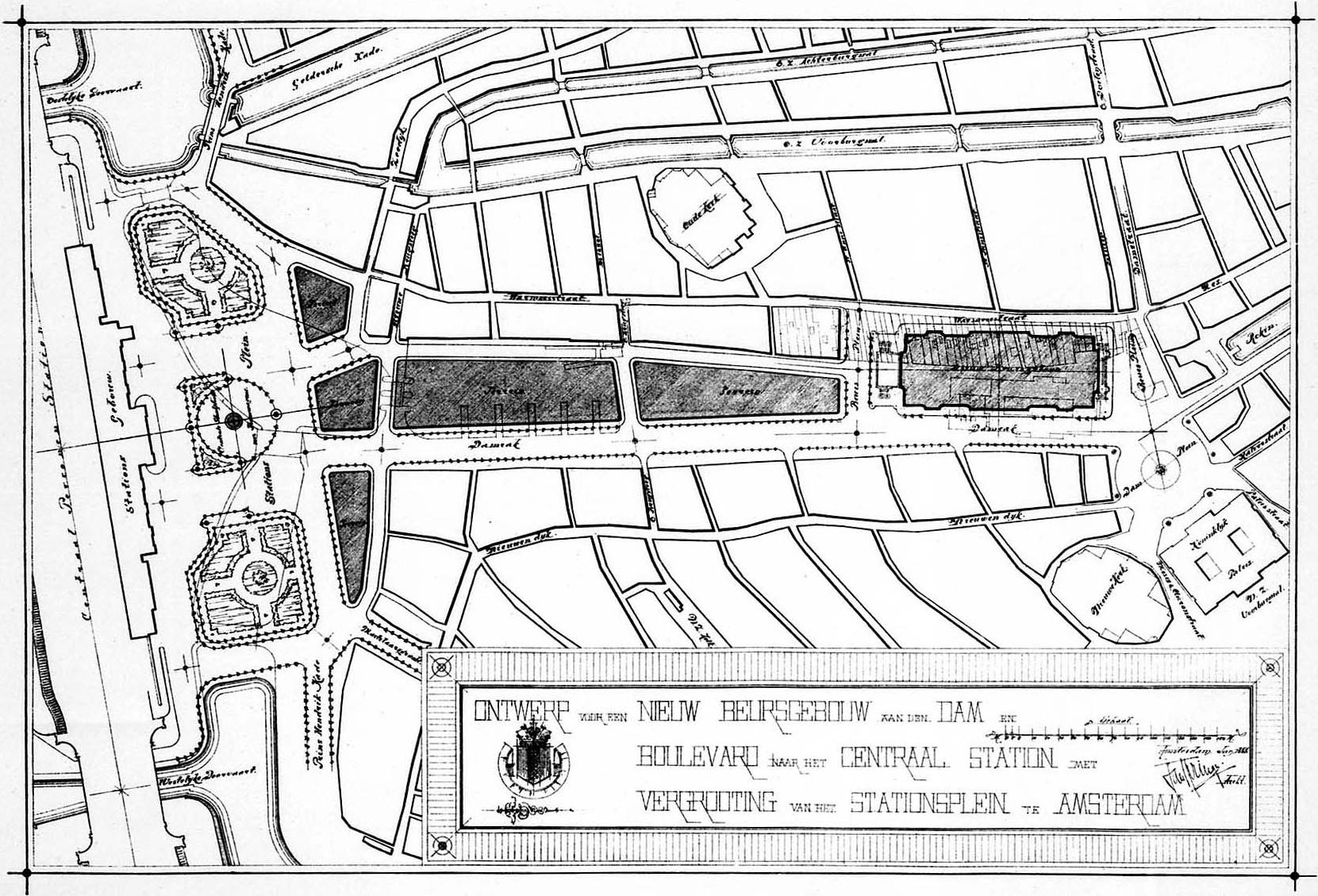
J. Springer, Plan Krasnapolsky, 1888

In 1891 kwam er weer beweging in de zaak. Het College en de Kamer van Koophandel kwamen op 22 januari van dat jaar overeen de beurs te bouwen 'op het thans aangeplempte of, zoo nodig, verder aan te plempen deel van het Damrak'. Toen dit voorstel op 25 januari door de raad werd behandeld, werd het echter verworpen. In plaats daarvan koos de raad uit drie oude plannen, het plan Prins, Krasnapolsky, Van Gendt en Werker, het plan Werker, dat een beurs tussen Oudebrugsteeg en Papenbrugsteeg inhield en waarvoor een groot aantal huizen aan de Warmoesstraat onteigend moesten worden. Om de zaak nog ingewikkelder te maken werd er tijdens de raadszitting van 4 februari ook op gewezen dat het rapport van de in 1879 benoemde commissie nooit was behandeld, waarna dit rapport alsnog in overweging werd genomen. De raad koos uiteindelijk voor plan Werker, maar ook dit plan strandde nadat het onteigeningsplan ervoor in september 1892 door de Tweede Kamer verworpen werd, waarmee de kans op een boulevard op het Damrak voorgoed verkeken leek te zijn.

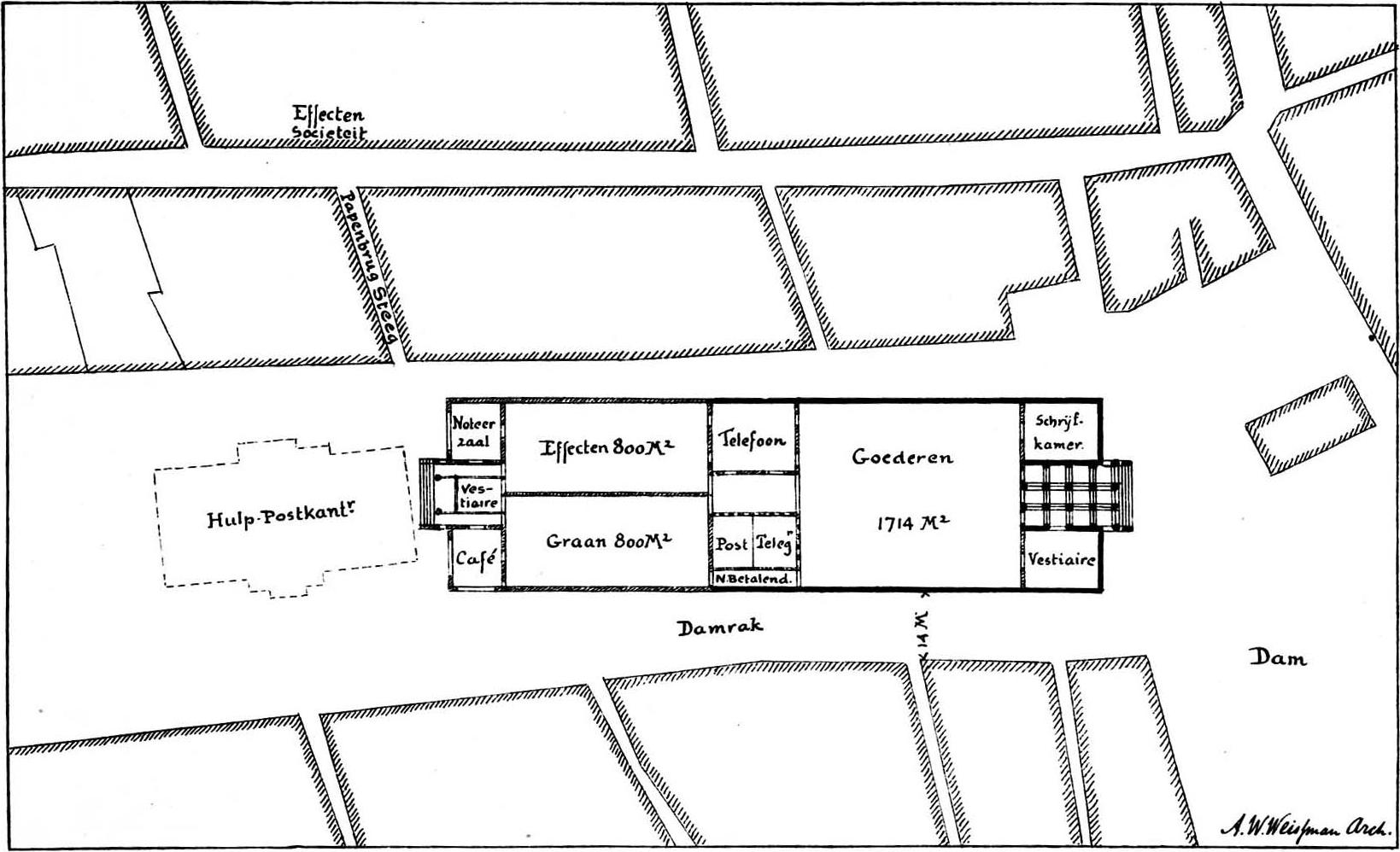
A.W. Weissman, Verbouwingsplan van de Beurs van Zocher, 1894

Ondertussen stond Amsterdam er economisch steeds slechter voor. Voorjaar 1894 werd een 'Commissie ad hoc' benoemd om te onderzoeken 'hoe de bestaande beurs zou kunnen verbeterd worden'. Dit bleek inderdaad zo te zijn en leverde bovendien een besparing van 75% op. Nadat op 28 februari vrijwel de gehele gemeenteraad tegen een nieuwe beurs stemde, kreeg A.W. Weissman de opdracht een verbouwingsplan voor de oude beurs te ontwerpen. Het verkeersprobleem loste hij op door de uitbouwen van de Beurs van Zocher te verwijderen, zodat het verkeer naar het Centraal Station de beurs links en het verkeer van het Centraal Station de beurs rechts kon passeren. Weissman werd echter vlak na voltooiing van deze plannen ontslagen als gemeentearchitect, waarna er niets meer van dit plan vernomen werd.

### Oplossing

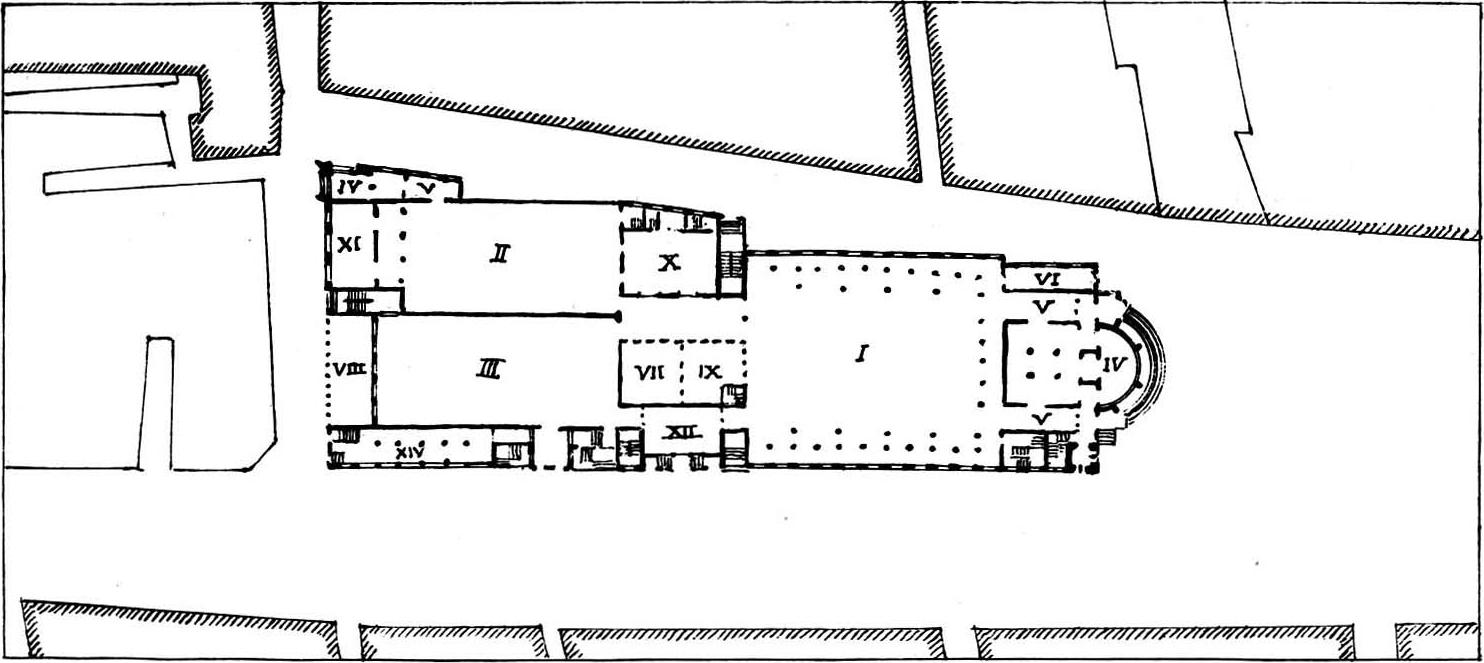
H.P. Berlage, Beurs, plattegrond, 1896

Inmiddels was de liberale politicus Willem Treub aangetreden als wethouder van Publieke Werken. Hij moet goed ingeleid zijn in de beurskwestie, want hij liet de beurscommissie in uiterste stilte werken, om te voorkomen dat 'hetzelfde gehaspel van vroeger weder zoude aanvangen'. Vervolgens werd de enige Nederlandse winnaar van de besloten prijsvraag van 1885, Berlage, door B & W als adviserend lid aan de commissie toegevoegd en kreeg hij ten slotte in januari 1896 de eer de nieuwe beurs op het oude prijsvraagterrein te ontwerpen. In juni van dat jaar voltooide hij zijn plannen, die op 24 februari 1897 door de raad goedgekeurd werden. Om vernietigende kritiek, zoals in 1887, te voorkomen, kreeg het publiek slechts een plattegrond te zien, die qua indeling overeenkwam met Weissmans verbouwingsplan uit 1894. Wel gaf Berlage op 1 april 1898 een toelichting voor Architectura et Amicitia en de afdeling Amsterdam van de Maatschappij tot Bevordering der Bouwkunst, waarin hij uitlegde dat zijn ontwerp gebaseerd was op een systeem van driehoeken, dat ontwikkeld was door Lauweriks en De Bazel. De Beurs werd gebouwd in de periode 1898-1903. Omdat de beurs in de oude rivierbedding van de Amstel gebouwd werd verzakte hij echter al tijdens de bouw. Metselaars moesten de scheuren die ontstonden uithakken en opnieuw opvullen met bakstenen.

## Architectuur

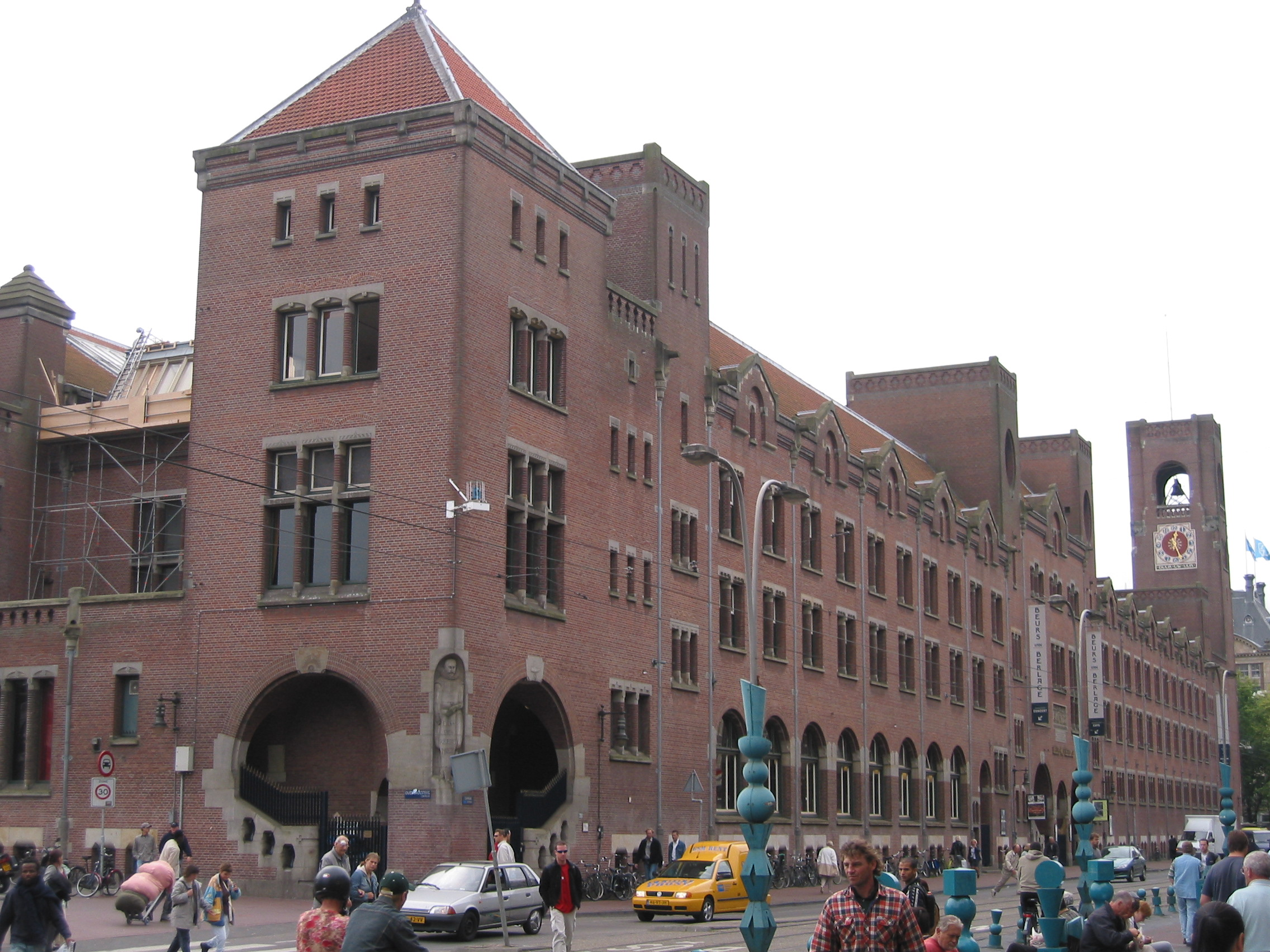
Beurs van Berlage

Bij het ontwerpen van de Beurs heeft Berlage het principe gehanteerd dat vorm en ornament nauw aansluiten bij de constructie, eenheid in veelheid. Dit was tegelijk ook een politieke stellingname. De enorme bakstenen muren die in de beurs te vinden zijn verbeeldden in de ogen van Berlage de democratische samenleving: ‘als enkeling nietig, als massa een macht.’ De klokkentoren met daarin de 'Beursbengel' is misschien geïnspireerd op de 13e-eeuwse Torre del Popolo in de Noord-Italiaanse stad Brescia. Sowieso heeft de romaanse en renaissance-architectuur in Noord-Italië een belangrijke inspiratie voor Berlages Beurs gevormd, zie bijvoorbeeld de Basiliek van Sint-Ambrosius in Milaan.

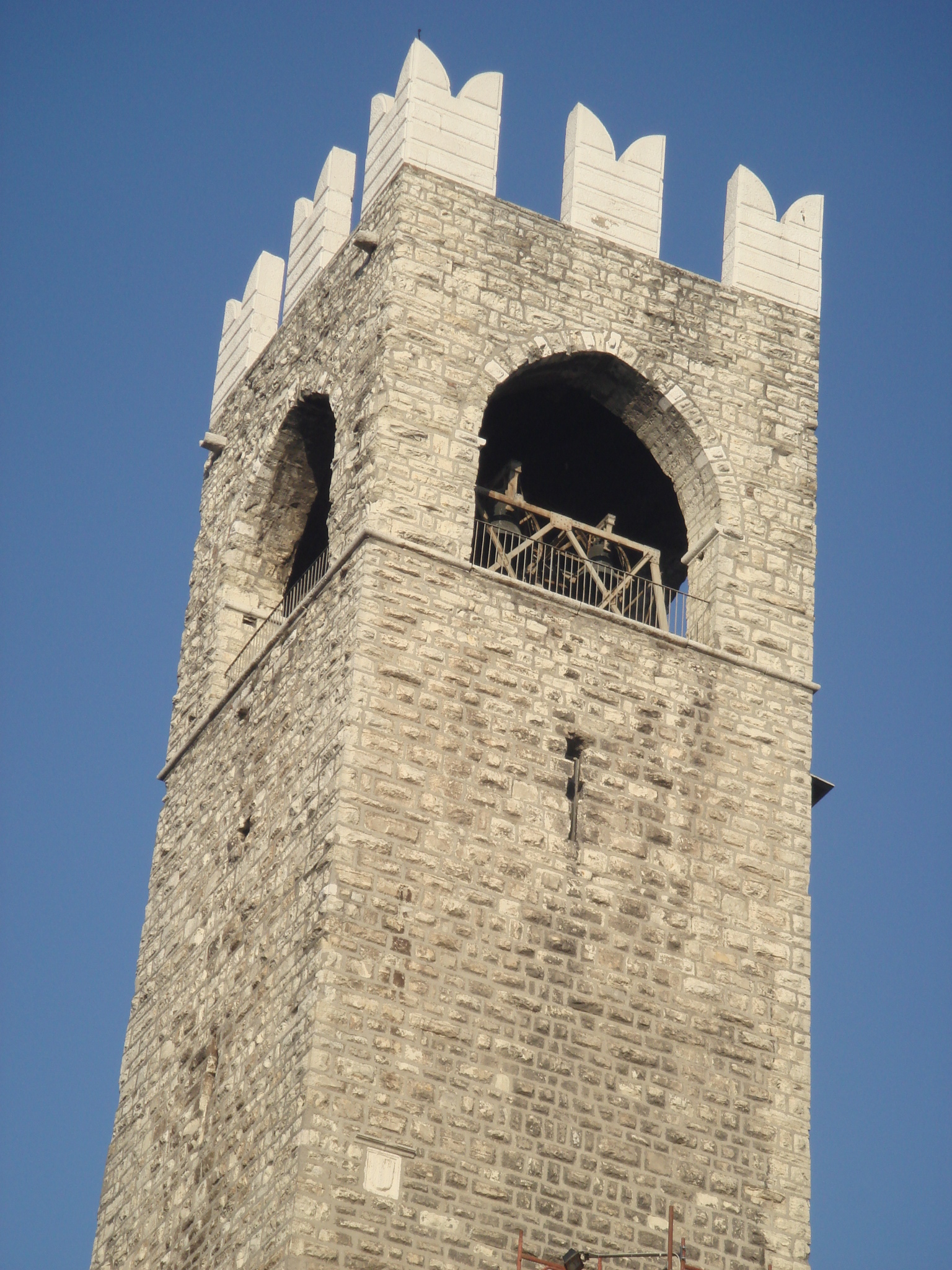
Torre del Popolo, Brescia

## Iconografisch programma
In het kader van het ‘gesamtkunstwerk-principe' heeft Berlage de dichter Albert Verwey een decoratieprogramma voor het gebouw laten uitstippelen. Dit programma is gebaseerd op twee thema's: Amsterdam als belangrijke handelsstad en de klasseloze samenleving waarin geld geen rol meer speelt. Het laatste thema voert duidelijk de boventoon.
Verwey stelde voor de diverse ruimtes gedichten (kwatrijnen) op waarin de genoemde twee thema's steeds terugkomen. Deze gedichten dienden als basis voor de decoratie van de ruimtes en verwijzen ook vaak naar de specifieke functie van de ruimte.
Diverse andere prominente kunstenaars maakten, geïnspireerd door de verschillende gedichten van Verwey een groot aantal uiteenlopende kunstwerken:
- buitenzijde:
  - beelden van Gijsbrecht van Aemstel, Jan Pieterszoon Coen en Hugo de Groot en sluitstenen (visserij, nijverheid en jacht) van Lambertus Zijl.
  - verzen van Albert Verwey, gebeeldhouwd door Lambertus Zijl.
- binnenzijde:
  - tegeltableaus verleden, heden en toekomst van Jan Toorop;
  - decoratieve baksteenmotieven (wand als tapijt);
  - terracottareliëf van Lambertus Zijl (vooruitgang van de mensheid);
  - verzen van Albert Verwey;
  - muurschilderingen "Industrie" & "Handel" van Richard Roland Holst;
  - keramische friezen van Jan Toorop (arbeid);
  - glas-in-loodramen van Antoon Derkinderen (deugden van Amsterdam, morgen, avond, handel, industrie, vrijheid en gezondheid, Amsterdamse stedemaagd);
  - vergaderruimten gedecoreerd door Joseph Mendes da Costa;
  - onder meer lampen, hang- en sluitwerk, meubels en hekwerken door Berlage zelf ontworpen.

## Betekenis

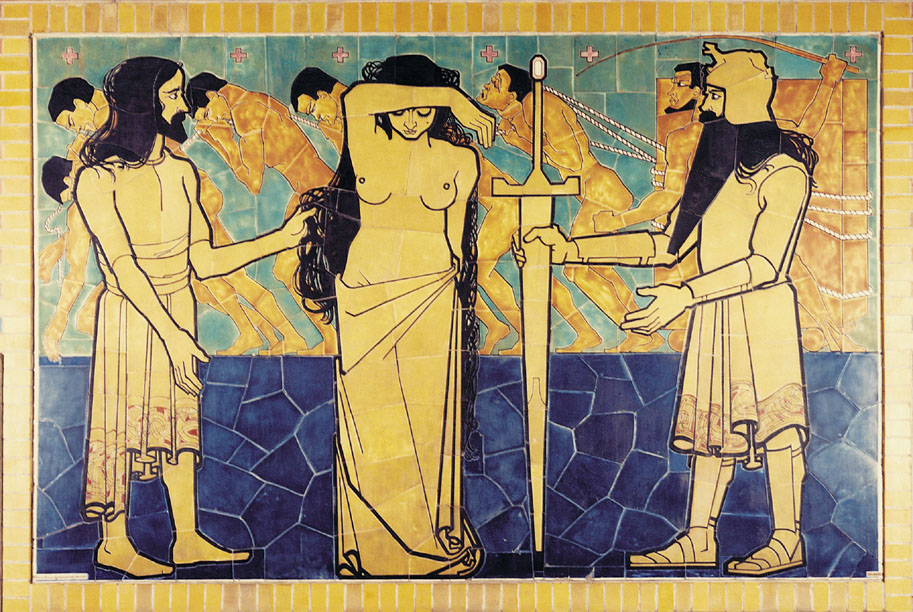
Beurs van Berlage Café; tegeltableau "Het Verleden", Jan Toorop

De beurs is stilistisch gezien moeilijk te plaatsen. Er zijn sporen van neoromaans en sterk vereenvoudigde Jugendstilkenmerken in te ontdekken (denk aan de invloeden van Gottfried Semper), terwijl het gebouw vooral ook wordt beschouwd als voorloper van zowel het nieuwe bouwen, als de Amsterdamse School — hoewel deze laatste richting deels ook een reactie op de strenge Beurs was. Feitelijk moet de Beurs als het gebouw gezien worden waarin de eerder al door Cuypers ingezette rationalisering (zowel Cuypers als Berlage waren sterk geïnspireerd door de ideeën van Viollet-le-Duc) definitief 'kantelt' naar het moderne. Om die reden duidt men Berlages stijl ook wel aan met rationalisme.
De Beurs van Berlage is in 1999 door de Union Internationale des Architectes op een lijst van de 1000 belangrijkste gebouwen van de twintigste eeuw gezet.
Dagblad Het Parool noemde (zomer 2006) de Beurs van Berlage in een artikel de "Nachtwacht van de Architectuur."

## Functies 1903-1998: de Koopmansbeurs

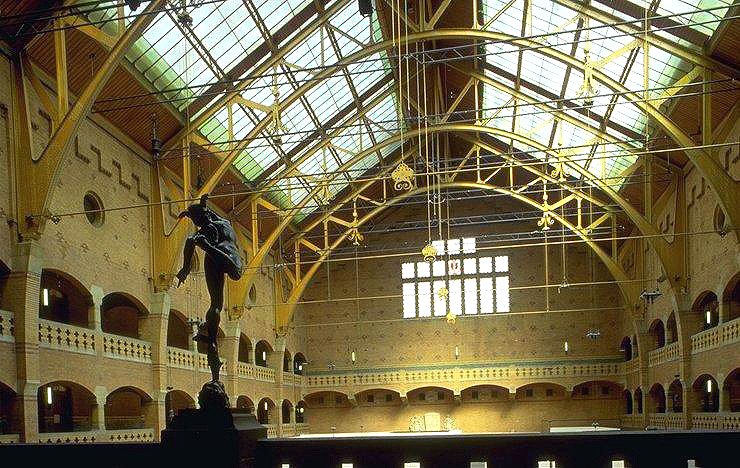
Grote Zaal (voorm. Goederenbeurszaal)

Bij het ontwerpen van de Beurs had Berlage de idealistische droombeelden van een gebouw waarin kunst, cultuur, economie en maatschappij zouden samenkomen.
Maar het doel van de Beurs was natuurlijk de handel. Men vond er de goederen- en graanbeurs en de effectenhandel, maar ook de lokalen voor gemeente- en rijkstelefoon, een koffiehuis, vergaderzalen, een postkantoor, een conciërgewoning, een politiebureau en een buurtsecretariaat. In de loop van de tijd is er in de Goederenbeurs nog plaats ingeruimd voor de verzekeringsbeurs en valutahandel. Ook voor de Amsterdamse Kamer van Koophandel ontwierp Berlage een indrukwekkende bestuurszaal en bijbehorend trappenhuis.
Al in 1912 vertrok de effectenbeurs naar het nieuwgebouwde pand aan Beursplein 5. Belangrijkste reden hiervoor was de snelle groei van de Effectenhandel. Maar de handelaren hadden zich eigenlijk nooit thuis gevoeld in Berlages moderne en idealistische schepping. Dat bleek ook uit de stijl van het nieuwe gebouw: met een timpaan en pilasters weer helemaal terug naar de 19e eeuw.
In 1961, met de komst van het Instituut voor Industriële Vormgeving (tijdelijk), begon het verdere verloop van de beurzen. Als laatste vertrok de Optiebeurs (1987), die tot dan in de oude Graanbeurszaal gevestigd was.
In 1986 deed de Beurs nog dienst als object in de strijd om de huisvesting van het Nederlands Architectuur Instituut, maar Rotterdam kwam hierbij als winnaar uit de strijd.
De allerlaatste financiële activiteit die vertrok uit Berlages Beurs was de Agrarische Termijnmarkt. Deze was tot 1998 gevestigd in een kleine zaal op de eerste verdieping.

## Functies 1985 tot 2008
In 1985 begon de nieuwe geschiedenis van de Beurs van Berlage. De Gemeente Amsterdam (eigenaar) nam het besluit dat de Beurs een publiek-culturele functie moest krijgen. Hiertoe werd de Beurs min of meer in tweeën gedeeld:

#### Het Noordelijk gedeelte

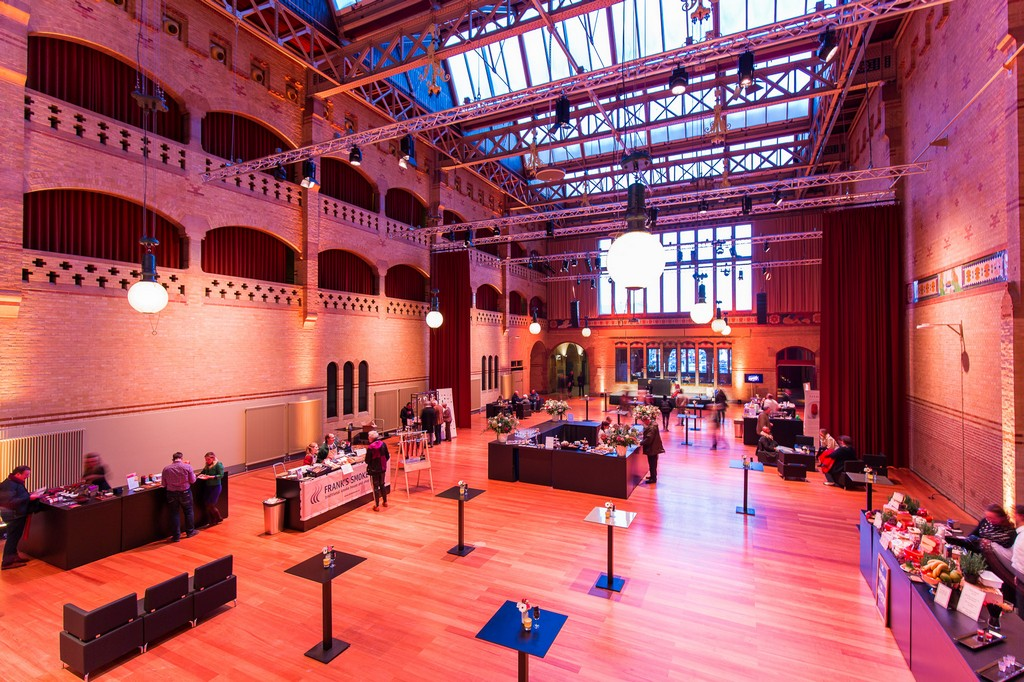
Graanbeurszaal

Voorheen werd het gebruikt voor de repetities en de kantoren van het Nederlands Philharmonisch Orkest (NedphO).
Het orkest verbouwde de Graanbeurszaal en de Effectenbeurszaal tot repetitie- en concertzalen. In de Effectenbeurszaal werd een podium en een vaste stoelopstelling geplaatst. Het podium is een kopie van het podium in het Concertgebouw. In de Graanbeurszaal werd een gewaagde glazen constructie geplaatst met daarin een auditorium voor kamerorkestmuziek. Het ontwerp van architect Pieter Zaanen (Zaanen Spanjers cs Architecten BNA|BNI) en constructeur Mick Eekhout (Octatube BV) kreeg internationaal veel aandacht, en werd onder andere bekroond met de prestigieuze Amerikaanse 'Architectural Record Award'.
Bij de diverse monumentenorganisaties viel een groot deel van de veranderingen bepaald niet in de smaak. Vooral het wegvallen van de belangrijke zichtlijnen van de zuidzijde naar de noordzijde v.v. en het geplaatste "Concertgebouw"-podium werden en worden door velen als een belangrijke aantasting van Berlages meesterwerk gezien. Omdat alle Zaanen-ingrepen reversibel zijn uitgevoerd, heeft men evenwel toch ingestemd.
In 2008 is er een nieuwe eigendomsstructuur voor de Beurs van Berlage ontstaan (zie hieronder). Daarmee is ook besloten dat het Nederlands Philharmonisch Orkest voor 31 december 2012 (of zoveel eerder) naar een andere locatie zal moeten verhuizen. Hierdoor zullen de nu nog door het orkest gebruikte ruimtes vrijkomen voor andere activiteiten.

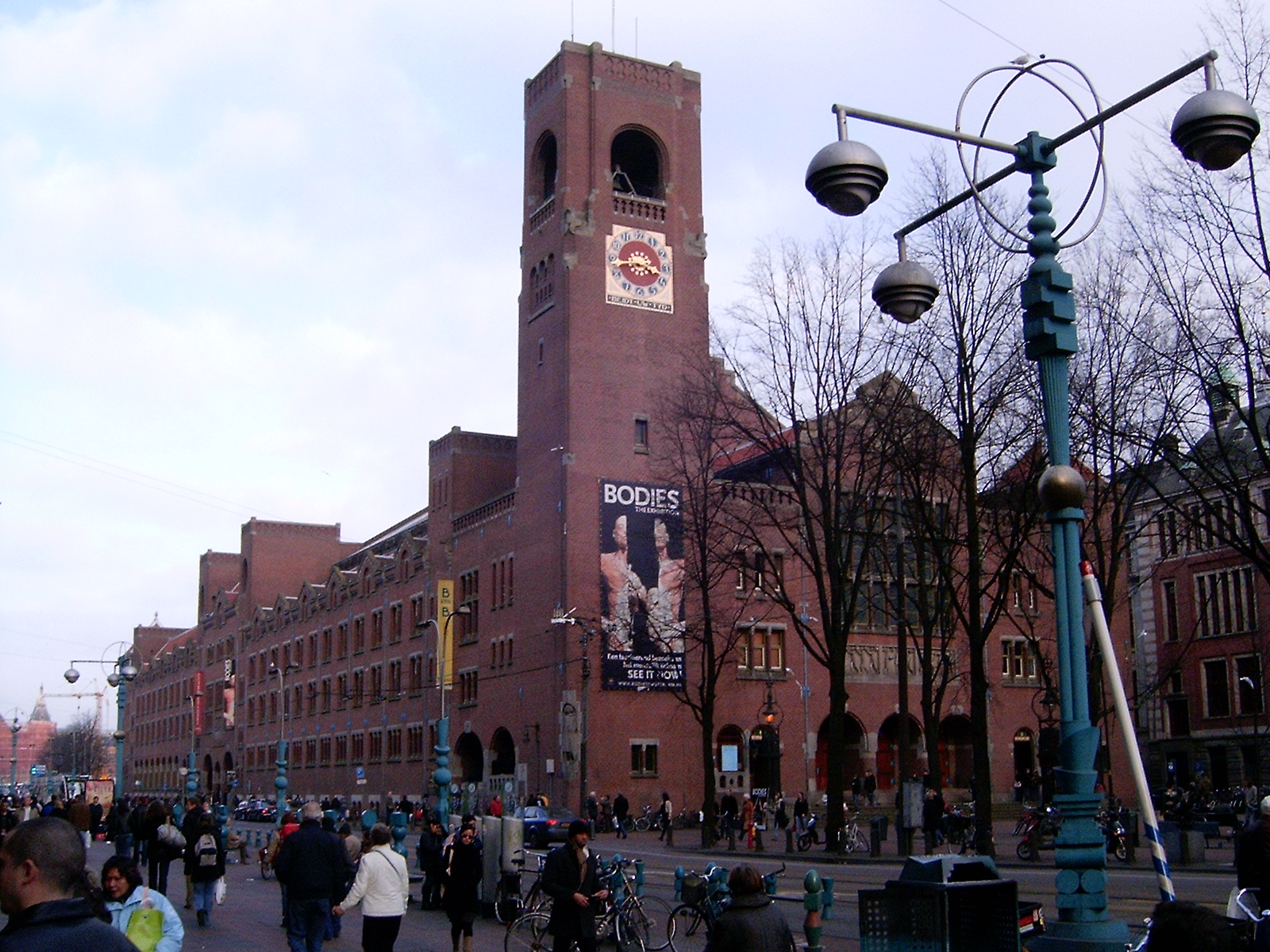
Beurs van Berlage tijdens de tentoonstelling Bodies The Exhibition, 2007

Het noordelijke gedeelte wordt anno 2018 gebruikt door een bedrijf dat werkruimte aanbiedt.

#### Het Zuidelijk gedeelte
In de zuidzijde (Grote Zaal, Café, Berlage Zaal e.a.) vestigde zich de "Stichting Beurs van Berlage", die zich van oorsprong tot doel stelde tentoonstellingen te organiseren op het gebied van architectuur en toegepaste kunst (bijvoorbeeld: Frank Lloyd Wright, Reclamehelden en 100 Jaar Wonen). Daarnaast worden de zalen voor uiteenlopende evenementen, bijeenkomsten, congressen en vergaderingen gebruikt. Hierbij wordt een mix van commerciële en publiekculturele activiteiten nagestreefd. Enkele typische terugkerende bijeenkomsten zijn: Het Bokbier Festival, de Lintjesregen, de Heineken NV-aandeelhoudersvergaderingen, Women Inc. en de verkooptentoonstelling "Rietveld naar de Beurs". Sinds in 2004 de subsidies van de Amsterdamse kunstraad zijn stilgezet is de primaire tentoonstellingsdoelstelling afgezwakt. De Stichting Beurs van Berlage produceert sindsdien zelf niet of nauwelijks nog tentoonstellingen, maar streeft wel naar versterking van de contacten met externe tentoonstellingsmakers. Hierdoor kwam in 2005 bijvoorbeeld de tentoonstelling "In the Footsteps of Elvis" tot stand. De spraakmakende tentoonstellingen "Rembrandt, all his Paintings" (met alle 350 Rembrandts in reproductie) en "Bodies: The Exhibition" (met echte lichamen en lichaamsdelen) volgden in 2006 en 2007
In de voormalige hoofdingang aan het Beursplein werd in 1991 het Beurs van Berlage Café gevestigd, een dochteronderneming van de Stichting Beurs van Berlage. Het café-restaurant was van 1994 tot 2002 gesloten wegens exploitatieproblemen. Het café is in 2002 met succes heropend waarbij de door Zaanen ontworpen bar werd vervangen door een ontwerp van de kunstenaar Marc Ruygrok. Rondom de bar is in grote verlichte letters de tekst "We zijn hier" te lezen. Deze tekst is een hedendaagse verwijzing naar de teksten van Albert Verwey op de toren van de Beurs: "Beidt uw tyd" (Wacht uw tijd af) en "Duur uw uur" (Uw uur is kostbaar), die zelf een antwoord lijken op het spreekwoord "De cost gaet voor de baet uyt" dat staat te lezen op de kroonlijst van het eind-18e-eeuwse Bureau voor Handelsinlichtingen aan het Damrak. Ook het spannende contrast tussen Ruygroks moderne ontwerp en de drie grote tegeltableaus "Verleden-Heden-Toekomst" van Jan Toorop is inspirerend.

#### Het Koninklijk Huwelijk
Op 2 februari 2002 beleefde de Beurs van Berlage haar voorlopige hoogtepunt als "Palazzo Pubblico": de Gemeente Amsterdam wees de Grote Zaal — met instemming van het aanstaande paar — aan als locatie voor het burgerlijk huwelijk van kroonprins Willem-Alexander en Prinses Máxima. Het huwelijk werd gesloten door de burgemeester van de gemeente Amsterdam, Job Cohen.

#### 2008: Nieuwe eigendomsstructuur
In de jaren ’80 kreeg de Beurs van Berlage een maatschappelijke functie met concerten en evenementen. Door hoge kosten voor funderingsherstel en lage huren verkocht de eigenaar (Stadsdeel Centrum) de Beurs van Berlage in 2008. Vier publieke en private partijen kochten het vastgoed en namen de exploitatie over. Sindsdien is de Beurs van Berlage een commanditaire vennootschap met vier gelijke vennoten: de gemeente Amsterdam, De Key, Amvest en BPD. De nieuwe Beurs van Berlage Commanditaire Vennootschap heeft als doelstelling om het gebouw een (hernieuwde) invulling te geven, waarbij het draait om de kernbegrippen "maatschappelijk", "creatief" en "cultureel". Bovendien speelt de Beurs van Berlage een centrale rol in het 1012-project (opwaardering A'dam-centrum & De Wallen) en het Rode Loper-project (opwaardering Damrak-Rokin-Vijzelstraat).

## Restauratie 1998-2004
In de periode 1998-2004 onderging de Beurs van Berlage een grootscheepse restauratie. De belangrijkste aanzet tot deze restauratie was de beslissing om de Noord/Zuidlijn van de Amsterdamse metro te gaan bouwen. Omdat deze metrolijn middels een geavanceerde nieuwe techniek gegraven zou gaan worden, moesten van alle omliggende gebouwen de funderingen gecontroleerd worden.
Al sinds de beginjaren had de Beurs te maken met verzakkingen, die in sommige gevallen zeer ernstig waren. Berlage zelf heeft hiertoe reeds in 1907 ingrijpende aanpassingen gedaan. Echter, de problemen met de fundering zijn altijd prominent geweest, en in de loop der jaren met lapmiddelen bestreden. Omdat de risico's van de bouw van de Noord/Zuidlijn te groot werden geacht, werd besloten dat de Beurs een volledig nieuwe fundering zou krijgen, en vervolgens ook binnen en buiten gerestaureerd zou worden.
De bekende Amsterdamse architect Walter Kramer kreeg de opdracht voor de restauratie. Het constructieontwerp was van Dirk Klopper, beroemd Amsterdams restauratieconstructeur van Evers Partners. Het ontwerp kwam neer op het aanbrengen van schroefinjectiepalen in de gehele kelder. De palen werden tot in de zogenaamde tweede plaat aangebracht, ca. 20 m -NAP. Over het gehele oppervlak van de kelder werd een betonnen funderingsplaat aangebracht die middels kassen in het metselwerk de bovenbouw ging dragen.
Bijzondere aandachtspunten bij de restauratie waren de volledige reconstructie van het oude Safe Deposit (Kluizen) in het souterrain onder het Café, en de opvallende 'nieuwe' kleurstelling van het exterieur, die gebaseerd is op de oude kleuren die na nauwkeurig onderzoek aangetoond waren. Alle gevels en de klokkentoren werden gereinigd.

## 2008 - heden: "Palazzo Pubblico"
Het jaar 2008 markeerde niet alleen het begin van een nieuwe eigendomsstructuur, maar ook het begin van een nieuw elan. Niet langer was de Beurs van Berlage verdeeld in noord en zuid zonder een duidelijke bestemming, maar door de nieuwe directie werd  besloten hoe de Beurs het beste tot haar recht kon komen en hoe het weer rendabel gemaakt kon worden. Het geld dat er met de verschillende activiteiten verdiend zou kunnen worden, was nodig om het doorlopende onderhoud aan de Beurs te kunnen bekostigen, aangezien er nagenoeg geen subsidies werden verleend. Iedere centimeter werd onderzocht en op een zo efficient mogelijke manier benut.
Alle hekken aan de buitenzijde van de Beurs werden verwijderd (en staan allemaal opgeslagen) om de Beurs toegankelijker te maken voor het publiek. Alle ruimtes aan de plint hebben sindsdien een publieke functie gekregen. Anno 2025 kun je hier Meet Berlage, Tony's Chocolonely Super Store, The Seafood Bar, Sherlocked en Bistro Berlage vinden, naast de hoofdingang van Amsterdam Conference Centre Beurs van Berlage, waar congressen en evenementen worden georganiseerd.
Naast deze activiteiten aan de plint, huisvest de Beurs van Berlage ook verschillende bedrijven op de eerste en tweede verdieping rondom de Grote Zaal en de Graanbeurszaal.
De Beurs van Berlage handelt vanuit een duidelijke maatschappelijk verantwoorde visie. Bovendien worden alle verdiensten direct geïnvesteerd in het behoud van het monumentale pand, in plaats van deze uit te keren aan de vennoten. Op deze manier blijft de mooie Beurs behouden voor toekomstige generaties.

## Stichting Palazzo Pubblico
De Stichting Palazzo Pubblico Amsterdam (SPPA), opgericht in 2021, zet zich in om het iconische rijksmonument de Beurs van Berlage toegankelijk te houden voor een breed publiek. Door subsidies, sponsoring en donaties te werven, ondersteunt de Stichting culturele, maatschappelijke en educatieve activiteiten. Het doel van de Stichting is een plek te bieden waar kunst, economie en samenleving samenkomen, in lijn met de oorspronkelijke visie van architect Hendrik Petrus Berlage.

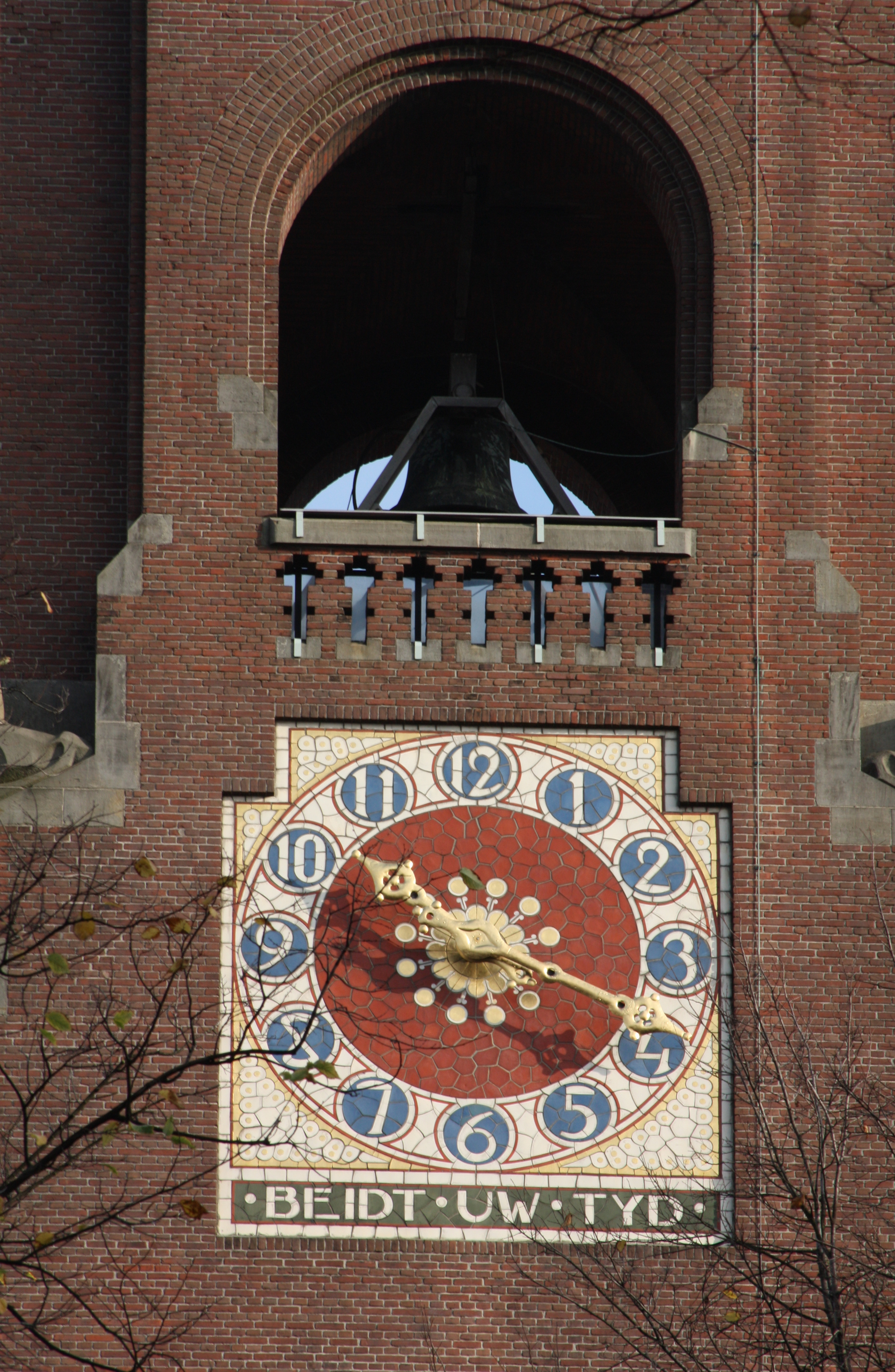
Beidt uw tyd.

## Naslagwerken
Bovenstaande teksten zijn onder meer gebaseerd op de volgende boeken:
- Hendrik Petrus Berlage, Het complete werk - Sergio Pollano, Atrium ISBN 90-6113-280-0
- Beurs van Berlage - Jan Derwig/Jouke van der Werf, ISBN 90-76863-03-2
- De Beurs van Berlage, Historie en herstel - Walter Kramer, Waanders ISBN 9040088292
- De inrichting van de Beurs van Berlage - Bock/Bruys/Duysters/Lugtigheid/Schilt/v.d.Werf, Waanders ISBN 9789040088292

## Trivia
- Geïnspireerd door de opschriften op de toren - Beidt uw tyd en Duur uw uur - had een deugniet Spoel uw smoel op de fontein geschreven. Die tekst staat er allang niet meer, maar leeft nog steeds in het geheugen van de oudere Amsterdammers.